# Врубель, Элли
Элиас Пол Врубель (англ. Elias Paul Wrubel; 15 января 1905, Мидлтаун — 13 декабря 1973, Туэнтинайн-Палмс, Калифорния) — американский автор песен.

## Биография
Врубель родился в еврейской семье в Миддлтауне, штат Коннектикут, США, в семье Регины (урожденной Глассхейб) и Исаака Врубеля, владельцем магазина Wrubels. Получив степень бакалавра Уэслианского университета в 1926 году, Элли поступил в аспирантуру Колумбийского университета по изучению музыки. (Он жил в одной комнате со своим близким другом, киноактёром Джеймсом Кэгни.) Впоследствии начал играть с группами в Гринвич-Виллидж и аллее Тин Пэн. Он играл на саксофоне и кларнете для множества известных свинг-групп. 
В 1934 году он переехал в Голливуд, начав работать на Warner Bros. в качестве автора песен по контракту. Помимо прочих, он работал с постановщиком Басби Беркли. В 1947 году он перешёл на работу в Disney. Песня «Zip-a-Dee-Doo-Dah», написанная им совместно с Рэем Гилбертом для мультфильма «Песня Юга», получила премию «Оскар». Среди других работ Врубеля: «Сыграй мою музыку», «Дуэль под солнцем», «Я всегда одинок», «Время мелодий».
Элли Врубель был включёна в Зал славы авторов песен в 1970 году.